# Jóvio (senador)
Jóvio (em latim: Jovius) foi um senador romano do século V, ativo durante o reinado do rei Odoacro (r. 476–493). Aparece nomeado num assento no Coliseu. Segundo estimativas, esteve em ofício em algum momento em 476/483.